# Phaonia colbrani
Phaonia colbrani este o specie de muște din genul Phaonia, familia Muscidae, descrisă de Collin în anul 1953. Conform Catalogue of Life specia Phaonia colbrani nu are subspecii cunoscute.